# Carazziella patagonica
Carazziella patagonica är en ringmaskart som beskrevs av Blake 1979. Carazziella patagonica ingår i släktet Carazziella och familjen Spionidae. Inga underarter finns listade i Catalogue of Life.